# Geophis rostralis
Geophis rostralis (земляна змія Сьєрра-Мадре) — вид змій родини полозових (Colubridae). Ендемік Мексики.

## Поширення і екологія
Земляні змії Сьєрра-Мадре мешкають в горах на території мексиканського штату Оахака, а також у Веракрусі на захід від Халапи. Вони живуть в сосново-дубових лісах та у вологих гірських тропічних лісах, трапляються на пасовищах і кавових плантаціях. Зустрічаються на висоті від 1420 до 2260 м над рівнем моря.